# Kabel & Medien Service
Die Kabelfernsehen München Servicenter GmbH (kurz Kabel & Medien Service oder KMS) war ein Kabelnetzbetreiber, seit Dezember 2015 unter dem Dach der Tele-Columbus-Gruppe, der in München in Konkurrenz zu Vodafone Kabel Deutschland ein Kabelfernsehnetz auf HFC-Basis betreibt und darüber Hörfunk, Fernsehen, Internet und Telefonie anbietet. Unter den Marken „cablesurf.de“ und „cablefon.de“ wurden die entsprechenden Produkte nicht nur in München, sondern im Franchising-Verfahren auch von anderen regionalen Kabelnetzbetreibern genutzt. Des Weiteren war oder ist KMS als sogenannter NE-4-Betreiber sowie als Antennenbaufirma tätig.
Ab 4. Oktober 2017 vermarktete die KMS ihre Internet-, Telefonie- und TV-Produkte unter der von der Muttergesellschaft Tele Columbus (seit 2015) neugeschaffenen Dachmarke Pÿur.
Im Rahmen der One Company Strategie der Muttergesellschaft Tele Columbus wurden am 13. September 2024 alle B2B und B2C Verträge in die PYUR Sales & Service GmbH überführt und die KMS  aus dem Handelsregister gelöscht. Bestehenden Verträge und die Versorgung mit Internet-, Telefonie- und TV-Leistungen wurden von der PYUR Sales & Service GmbH nahtlos übernommen.

## Geschichte
Gegründet wurde KMS im Jahr 1987 in Unterföhring bei München im Zuge der Liberalisierung des Betriebs von Kabelnetzes zunächst als NE-4-Betreiber und als Antennenbaufirma und späteren Aufbau eigener Kopfstationen und schrittweiser Umstellung der Versorgung der Haushalte auf das eigene Breitbandverteilnetz (NE-3). Ca. 2/3 des Kapitals war im Streubesitz, 1/3 bei Kabel Deutschland. Im Jahr 2005 erfolgte die Übernahme von KMS durch die Pepcom-Gruppe.

### Übernahme durch Tele Columbus
Im Dezember 2015 wurde die Pepcom Gruppe (und damit auch die KMS als Teil der Gruppe) durch Tele Columbus übernommen.
Ende 2017 hat Tele Columbus auch die Minderheitsanteile von Vodafone-Kabel Deutschland übernommen. Bis zu diesem Zeitpunkt wurde der Betrieb eigenständig unverändert fortgeführt. Nun wurde KMS schrittweise mit weiteren Unternehmen unter dem Tele-Columbus-Dach organisatorisch und technisch zusammengeführt. Seit der Markengründung Pÿur (Ende 2017) verschwanden nach und nach die KMS-eigenen Marken cablesurf (Internet), cablefon (Telefonie) und cablevista (Pay-TV/DVB-C). Der Prozess dauerte bis Sommer 2019, als die Signaleinspeisung für DVB-C von KMS/cablevista auf die Konventionen von PYUR umgestellt wurde.
2024 startete die Muttergesellschaft, die Tele Columbus AG, eine One Company Strategie, bei der alle Tochtergesellschaften (u. a. auch die Pepcom GmbH) in die neu geschaffene PYUR Sales & Service GmbH integriert werden sollten. Damit sollte PYUR nicht mehr eine Dachmarke, sondern ein Unternehmen werden. Im Rahmen dieser Strategie wurden alle B2B und B2C Verträge der KMS in die PYUR Sales & Service GmbH überführt und die KMS im Anschluss am 13. September 2024 aus dem Handelsregister gelöscht.
Für die Kunden hat die Integration in die PYUR Sales & Service GmbH keinen Einfluss. Bestehende Verträge und die Versorgung mit Internet-, Telefonie- und TV-Leistungen wurden von der PYUR Sales & Service GmbH nahtlos übernommen. Internet-, Telefon- und TV-Produkte können wie bisher über PYUR z. B. unter www.pyur.com bestellt werden.

## Ehemalige Produkte der KMS

### Internet
KMS bot im Herbst 1997 als vermutlich erster Anbieter in Deutschland einen bidirektionalen Breitband-Internetzugang im DOCSIS-Standard mittels Kabelmodem über sein rückkanalfähiges Kabelfernsehnetz an. Dieses nannte sich damals zunächst Cablesurf plus als Unterscheidung zur damals noch mit ISDN-Rückkanal angebotenen cablesurf-Variante. Zunächst war das bidirektionale cablesurf (bei dem bald der Zusatz „plus“ entfiel) nur in München verfügbar. Später wurde es nach und nach im Franchising-Verfahren in rund 50 deutschen Städten von verschiedenen kleineren lokalen Kabelnetzbetreibern, hauptsächlich der Pepcom-Gruppe, übernommen und angeboten. Die günstigen Tarife von cablesurf in München standen für Mieter im Bereich des damaligen Franchisingverfahrens auf Kontingentbasis zunächst nicht zur Verfügung, regionale Betreiber verkauften das Angebot mit eigenen Tarifen und Konditionen. Beispielsweise hat die Nürnberger Wohnungsgenossenschaft Noris e. G. erst im Jahr 2009 auf die Provisionsvermarktung dieser NEFtv-Internettarife verzichtet. Die Original-cablesurf.de-Internetangebote waren im Gegensatz zu den Mitbewerbern auch ohne langfristige Vertragslaufzeit recht kostengünstig erhältlich.
Im April 2017 begann KMS noch unter eigenständiger Vermarktung, aber bereits unter dem Dach der Telecolumbus-Gruppe in bestimmten Ausbaugebieten Internetzugänge mit Übertragungsraten von bis zu 400.000 kbit/s an.
Neuverträge werden unter der Dachmarke Pÿur der Tele-Columbus-Gruppe unter größtenteils bundesweit einheitlichen Konditionen angeboten. Die teilweise günstigeren Vertragskonditionen für Bestandskunden bleiben allerdings im von KMS regional technisch betriebenen Netz bislang bestehen. Baustein-ähnliches Austauschen/Ersetzen einzelner Komponenten (z. B. bei DOCSIS 3.1-Verfügbarkeit mit schnelleren Internet-Geschwindigkeiten) ist aber möglich. Auch bei Ersatz eines alten Miet-Kabelmodems durch ein aktuelles bekommt man das im Bridgemodus konfiguriert, was Routerkonfigurationen mit eigenem Router auch ohne WLan trotz Mietmodem möglich macht bzw. erleichtert.
Die mit cablesurf je nach Tarif bis zu 5 parallel nutzbaren öffentlichen IPv4-Adressen, die ca. seit der Einführung von Cablefon nicht mehr in den Produktblättern beworben wurde, funktioniert seit der technischen Umstellung auf Pÿur unzuverlässig. Zuverlässig wird auch im Bridge-Modus nur noch ein Gerät fürs Routing ins Internet (auf MAC-Adress-Basis) freigeschaltet. Im standardmäßig konfigurierten Routermodus ist das grundsätzlich nicht möglich.
Im TV-Bereich ist das Angebot entsprechend Ausbaustand vereinheitlicht.

### Telefonie
Anfangs wurde cablesurf als reiner Internetzugang angeboten. Ca. 2005 kam die Marke Cablefon für Telefonie über Kabel auf VoIP-Basis hinzu. Technische Voraussetzung war wie bei cablesurf ein Kabelmodem. Anfangs konnte der VoIP-Telefonanschluss mit oder ohne Sprachflatrate einzeln oder zu cablesurf dazu gebucht werden. Zuletzt wurde die Telefonie wie bei anderen Anbietern üblich nur noch gebündelt mit Pauschaltarif (Flatrate) für das deutsche Festnetz in Kombi-Tarifen mit cablesurf angeboten.

### Digitales Fernsehen
Eine Besonderheit bei den digitalen Fernsehangeboten im DVB-C-Standard über diesen Kabelnetzbetreiber war über viele Jahre, dass kommerzielle Free-TV-Programme von KMS ohne Grundverschlüsselung eingespeist wurden. Dies ist mittlerweile bei allen deutschen Kabelnetzbetreibern Standard. Anfangs verzichtete KMS bei DVB-C auf die Ausstrahlung einer NIT, so dass einige LCD-Fernseher mit eingebauten DVB-C-Tuner, deren eingeschränkte Software keine vollständige Frequenzsuche ermöglichte, nicht alle Programmpakete (Transponder) finden konnten. Inzwischen wird eine NIT ausgestrahlt und die TV-Hersteller haben ihre Software verbessert.
In den schon frühzeitig mit HFC-Technologie für die Nutzung bis 864 MHz ausgebauten Netzteilen ist das Programm-Angebot deutlich umfangreicher, als in anderen Kabelnetzen.
Die hochauflösenden Versionen HDTV bestimmter deutscher kommerzieller, werbefinanzierter Fernsehsender werden wie über Satellit und bei anderen Kabelnetzbetreibern nur verschlüsselt als Basis-Paket angeboten. Es werden die von diesen Sendern geforderten Restriktionen bezüglich Timeshift und Mitschnittbeschränkungen ähnlich wie bei der HD+-Plattform umgesetzt, basierend auf der KabelKiosk-Plattform von Eutelsat bzw. deren Nachfolgeunternehmen. Dazu wurden Kabelkiosk-Pay-TV-Pakete sowie eigene Zusammenstellungen fremdsprachiger Programme unter der Eigenmarke CableVista angeboten. Für diese Pay-TV-Angebote wurde Conax-Verschlüsselung verwendet.
Allerdings war für die eigenen Zusammenstellungen internationaler Programme eine separate Smartcard erforderlich. Das stellte die gleichzeitige Nutzung vor technische Herausforderungen, weil nur sehr wenige Geräte die Nutzung von 2 oder mehr CI-Modulen parallel unterstützten. Mit der technischen Umstellung von KMS/CableVista auf Pÿur im Sommer 2019 ist die Notwendigkeit zweier verschiedener Smartcards für dasselbe Verschlüsselungsverfahren bei ein und demselben Anbieter Geschichte, aber es wurde damit auch ein Großteil der eigens zusammengestellten Programme ohne Vorankündigung eingestellt oder aber seitdem unverschlüsselt angeboten.
Des Weiteren wird Sky im Kabelnetz weiterverbreitet. Hierfür ist allerdings ein CI+-Modul von Sky oder ein Sky-Receiver erforderlich. Eine wechselseitige Freischaltung der Pay-TV-Angebote von Sky und der des Kabelnetzbetreibers auf einer Karte ist nicht möglich, da Sky NDS als CA-System verwendet. Lediglich die HDTV-Basis-Programme können (aus technischer Sicht dank Simulcrypt) auch auf Sky-Karten freigeschaltet werden.